# یارحسین
یارحسین، روستایی از توابع بخش دوره چگنی شهرستان خرم‌آباد در استان لرستان ایران است.

## جمعیت
این روستا در دهستان تشکن قرار دارد و براساس سرشماری مرکز آمار ایران در سال ۱۳۸۵، جمعیت آن ۶۹ نفر (۱۶خانوار) بوده‌است.